# Szilikózis
A szilikózis a tartós szilícium-dioxid belégzés okozta restriktív tüdőbetegség, mely a tüdő heges, fibrózus átalakulásával jár. Tipikus foglalkozási betegség, elsősorban a bányászokat, a kővágókat és a fazekasokat sújtja, mivel ők vannak a leginkább kitéve a szilikapornak. Évek alatt lassan alakul ki, bár van gyors lefolyású, akut formája is (utóbbi akkor alakul ki, ha rövid idő alatt nagy mennyiségű szilikaport lélegzett be az egyén). 
Légzési elégtelenséghez vezet, főbb tünetei a nehézlégzés (dyspnoe) és légszomj, súlyos esetben cianózis valamint jobbszívfél elégtelenség alakulhat ki.

## Pathológiája

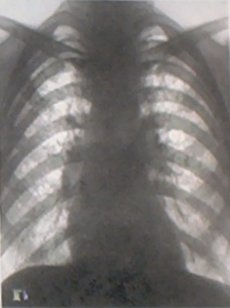
Szilikózisban szenvedő ember mellkasi röntgenfelvétele.

A szilícium-dioxid kristályok belélegezve apró méretüknél fogva eljutnak egészen a legapróbb léghólyagocskákig (alveolus pulmonis). A léghólyagokban lerakódó kristályokat az alveoláris makrofágok bekebelezik, amitől aktiválódnak, azonban elbontani képtelenek őket. Az aktivált falósejtek számos olyan mediátort termelnek, melyeknek meghatározó szerepük van a betegség kialakulásában, például gyulladáskeltő citokineket, mint amilyen a TNF-α, valamint interleukineket. Ezek egyrészt odavonzzák a neutrofil granulocitákat, amelyek a különböző proteolitikus enzimjeik révén szövetkárosodást hoznak létre, másrészt a fibroblasztokat aktiválva tüdőfibrózishoz vezetnek. A hegesedés kis gócokból indul (ez a silicosis miliaris pulmonis), majd a betegség előrehaladtával ezek tovább növekednek és összeolvadásukkal egyre nagyobb gócokat képeznek (silicosis nodularis pulmonis), végül akár egy egész tüdőlebenyt is elfoglalhatnak (silicosis tumorosa pulmonis).
Az így átalakult tüdő veszít rugalmasságából, restriktív légzési elégtelenség alakul ki, nagy terhet róva a jobb kamrára, ami annak hipertrófiájához (cor pulmonale chronicum), végül jobb kamra elégtelenséghez vezet. A szilícium-dioxidot bekebelező makrofágok előbb-utóbb elpusztulnak, belőlük a kristályok kiszabadulnak, ami újabb makrofágokat vonz oda. Így a folyamat akkor is zajlik, amikor az egyén nincs már kitéve a szilikátpornak. 

## Kezelése
A már kialakult szilikózis jelenleg gyógyíthatatlan állapot, a kezelések elsősorban a tünetek enyhítését és az egyéb szövődmények megelőzését szolgálják. Ennek részeként meg kell szüntetni a további szilikátpor vagy más tüdőkárosító anyag expozícióját, illetve amennyiben a beteg dohányzik, úgy arról is le kell szoknia. A szilikózisos betegekben gyakrabban kialakuló tüdőgyulladások kezelésére antibiotikumokat, a társuló légzési nehézségre hörgőtágító gyógyszereket adhatnak, illetve hypoxia esetén oxigénterápia is alkalmazható. Végső esetben tüdőátültetés is felmerülhet.